# 8516 Hyakkai
8516 Hyakkai (1991 TW1) là một tiểu hành tinh vành đai chính được phát hiện ngày 13 tháng 10 năm 1991 bởi T. Hioki và S. Hayakawa ở Okutama.